# غاريث إيفانز (لاعب كرة قدم بريطاني)
غاريث إيفانز (بالإنجليزية: Gareth Evans)‏ (26 أبريل 1988 في المملكة المتحدة - ) هو لاعب كرة قدم بريطاني في مركز الهجوم. لعب مع برادفورد سيتي وماكليسفيلد تاون ونادي بورتسموث ونادي روذرهام يونايتد ونادي كرو ألكساندرا وليه جنيسيس ‏ وAlsager Town F.C. ‏ وفليتوود تاون.

## وصلات خارجية
- غاريث إيفانز (لاعب كرة قدم بريطاني) على موقع قاعدة بيانات كرة القدم.إي يو (الإنجليزية)
- غاريث إيفانز (لاعب كرة قدم بريطاني) على موقع Soccerbase.com (لاعب) (الإنجليزية)